# Grote Prijs Raf Jonckheere 2012
De 62e editie van de Belgische wielerwedstrijd Grote Prijs Raf Jonckheere werd verreden op 23 juli 2012. De start en finish vonden plaats in Westrozebeke. De winnaar was Michael Van Staeyen, gevolgd door Frederique Robert en Dries Depoorter.

## Uitslag
| Grote Prijs Raf Jonckheere 2012 |                     |                              |            |
| Plaats                          | Naam                | Ploeg                        | Tijd       |
| Winnaar                         | Michael Van Staeyen | Topsport Vlaanderen-Mercator | 3u 27' 48" |
| 2                               | Frederique Robert   | Lotto-Belisol                | 1"         |
| 3                               | Dries Depoorter     | Ovyta-PWS Eijssen-Acrog      | z.t.       |
| 4                               | Gaëtan Bille        | Lotto-Belisol                | z.t.       |
| 5                               | Joeri Stallaert     | Landbouwkrediet-Euphony      | z.t.       |
| 6                               | Coen Vermeltfoort   | Rabobank                     | z.t.       |
| 7                               | Mark McNally        | An Post-Sean Kelly           | z.t.       |
| 8                               | Fabien Bacquet      | BigMat-Auber 93              | z.t.       |
| 9                               | Rick Zabel          | Rabobank Continental Team    | z.t.       |
| 10                              | Andrew Fenn         | Omega Pharma-Quick Step      | z.t.       |

1951 · 1952 · 1953 · 1954 · 1955 · 1956 · 1957 · 1958 · 1959 · 1960 · 1961 · 1962 · 1963 · 1964 · 1965 · 1966 · 1967 · 1968 · 1969 · 1970 · 1971 · 1972 · 1973 · 1974 · 1975 · 1976 · 1977 · 1978 · 1979 · 1980 · 1981 · 1982 · 1983 · 1984 · 1985 · 1986 · 1987 · 1988 · 1989 · 1990 · 1991 · 1992 · 1993 · 1994 · 1995 · 1996 · 1997 · 1998 · 1999 · 2000 · 2001 · 2002 · 2003 · 2004 · 2005 · 2006 · 2007 · 2008 · 2009 · 2010 · 2011 · 2012 · 2013 · 2014 · 2015 · 2016 · 2017 · 2018 · 2019 · 2020 · 2021 · 2022